# A-Jugend Handball-Bundesliga 2023/24
Die Saison 2023/24 der A-Jugend (U19) Handball-Bundesliga JBLH war die 13. Spielzeit der höchsten deutschen Spielklasse im Handball der männlichen Jugend. Sie startete am 8. September 2023 in Berlin und endete am 24. Mai 2024 mit dem Final-Rückspiel in Potsdam. In vielen Medien kommt seit einigen Jahren oft nur noch der Begriff U19 statt A-Jugend für die Altersklasse der 17- und 18-jährigen Handballspieler zur Anwendung. Die A-Jugend-Bundesliga JBLH 2023/24 wurde vom Deutschen Handballbund (DHB) ausgerichtet, welcher die Ergebnisse für die Jugend-Ligen seit der Saison 2022/23 in dem Portal Handball.net veröffentlicht.

## Qualifikation
| Qualifiziert als/über                                                                                               | Mannschaft | Anzahl Teams |
| --- | --- | ------------ |
| Teilnehmer an der JBLH-Meisterunde 2022/23                                                                          | Füchse Berlin Reinickendorf SC Magdeburg HC Erlangen Rhein-Neckar Löwen THW Kiel TSV Bayer Dormagen mJSG Melsungen/Körle/Guxhagen HG Oftersheim/Schwetzingen HSV Hamburg Bergischer HC TV Nieder-Olm JSG Balingen-Weilstetten HC Empor Rostock HSG Handball Lemgo SC DHfK Leipzig SG Pforzheim/Eutingen | 16           |
| Teilnehmer am Halbfinale des DHB-Pokals 2023                                                                        | 1. VfL Potsdam SG Flensburg-Handewitt TPSG Frisch Auf Göppingen HSG Rodgau Nieder-Roden | 4            |
| Teilnehmer am Viertelfinale der B-Jugend-DM 2023 (falls nicht schon über einen der obigen Wettbewerbe qualifiziert) | VfL Gummersbach HSC 2000 Coburg | 2            |
| einen der fünf regionalen Qualifikationsbereiche (QB)                                                               | SG Hamburg-Nord (QB1) MTV Lübeck (QB1) TSV Burgdorf (QB2) SG HC Bremen/Hastedt (QB2) TSV GWD Minden (QB3) Bonner JSG (QB3) ASV Hamm-Westfalen (QB3) HSG Dutenhofen/Münchholzhausen (QB4) mHSG Friesenheim-Hochdorf (QB4) SG BBM Bietigheim (QB5) JANO Filder (QB5) TV Bittenfeld (QB5)                  | 12           |
| zwei bundesweite Qualifikations-Endrunden (BWER)                                                                    | BWER-Nord: JSG LiT 1912 TuSEM Essen Mecklenburger Stiere Schwerin BWER-Süd: VfL Eintracht Hagen SG DJK Rimpar HSG Konstanz | 6            |

## Modus
Nach den Saisons 2019/20 und 2022/23 kam der hier beschriebene Modus der A-Jugend Handball-Bundesliga mit 40 Mannschaften zum dritten und letzten Mal zum Einsatz. Der Ablauf der A-Jugend Handball-Bundesliga gliederte sich in eine Vorrunde, eine Meisterrunde und eine anschließende K.o.-Runde mit Viertelfinale, Halbfinale und Finale um die Deutsche A-Jugend-Meisterschaft. Ab der folgenden Saison wurde auch bei der A-Jugend/U19 eine 1. und 2. Bundesliga eingeführt.
In der Vorrunde wurden die Mannschaften nach regionalen Gesichtspunkten in 4 Staffeln mit je 10 Mannschaften eingeteilt, in denen in einer Einfachrunde einmal jeder gegen jeden spielte. Nach den somit 9 Spielen für jede Mannschaft qualifizierten sich die ersten Vier jeder Staffel für die Meisterrunde. Die Plätze fünf bis zehn durften in der DHB-Pokalrunde weiterspielen.
Die Meisterrunde wurde in 2 Staffeln mit je 8 Mannschaften in Hin- und Rückspielen ausgetragen. Die Plätze eins bis vier qualifizierten sich für das Viertelfinale um die Deutsche A-Jugend-Meisterschaft. Die Plätze eins bis fünf der Meisterrunde sicherten sich die direkte Teilnahme an der A-Jugend Handball-Bundesliga 2024/25 (1. JBLH). Bei Punktgleichheit in der Vor- oder Meisterrunde wurde nach folgenden Kriterien über die Platzierung entscheiden:
1. höhere Anzahl Punkte in den Direktbegegnungen der punktgleichen Teams;
2. bessere Tordifferenz in den Direktbegegnungen der punktgleichen Teams;
3. bessere Tordifferenz aus allen Gruppenspielen;
4. höhere Anzahl der erzielten Tore aus allen Gruppenspielen;
5. in seltenen Fällen durch ein Entscheidungsspiel

Mit dem Viertelfinale starteten die K.o.-Runden um die Deutsche A-Jugend-Meisterschaft, in der alle Begegnungen mit Hin- und Rückspielen ausgetragen werden.
Die DHB-Pokalrunde mit den Plätzen 5 bis 10 der Vorrunde starteten in vier Sechserstaffeln mit Hin- und Rückspielen, aus denen die beiden Erstplatzierten jeder Staffel weiterkamen in das Pokal-Viertelfinale. Für alle anderen Mannschaften war die Saison hier beendet. Die Gewinner der Viertelfinale spielten dann in einem Final Four den DHB-Pokalsieger aus und hatten ebenfalls einen Startplatz in der JBLH 2024/25 (1. oder 2. JBLH) sicher.

## Vorrunde
Die beiden Finalisten der vergangenen Saison – Füchse Berlin und Rhein-Neckar Löwen – überzeugten auch in dieser Vorrunde und zogen als einzige Mannschaften mit neun Siegen ohne einen Verlustpunkt in die Hauptrunde ein. In der Staffel Süd zeigte die SG BBM Bietigheim als Qualifikant gute Leistungen und holte sich den zweiten Platz hinter den Löwen. Hinter Frisch Auf Göppingen als Dritter kam mit JANO Filder ein weiterer Qualifikant weiter in die Meisterrunde. Überraschung in dieser Staffel war der vorletzte Platz der SG Pforzheim/Eutingen, denen letzte Saison im Viertelfinale der Deutschen Meisterschaft nur ein Tor für eine Sensation gegen den Meister Füchse Berlin fehlte.
In der Staffel Mitte platzierten sich hinter den Füchsen mit dem SC DHfK Leipzig und dem HC Erlangen zu erwartende Mannschaften. Den letzten Platz sicherte sich am letzten Spieltag in einem spannenden Dreikampf die HSG Rodgau Nieder-Roden, während auch in dieser Staffel mit der MT Melsungen ein hoch eingeschätztes Team die Meisterrunde verpasste.
Auf den ersten drei Plätzen der Staffel West qualifizierten sich mit dem Bergischen HC, der HSG Handball Lemgo und dem TSV Bayer Dormagen zu erwartende Teams für die Meisterrunde. Um den vierten Platz gab es am letzten Spieltag einen spannenden Kampf zwischen vier Teams, den letztlich der TuSEM Essen für sich entscheiden konnte.
In der ausgeglichenen Staffel Nord setzte sich der SC Magdeburg als Spitzenreiter vor dem punktgleichen HSV Hamburg durch. Knapp dahinter zogen die TSV Burgdorf und der HC Empor Rostock mit in die Meisterrunde ein. Überraschung in dieser Staffel war das Scheitern zweier hoch gehandelter Mannschaften. Der letztes Jahr nur knapp im Halbfinale gescheiterte THW Kiel landete mit 3 Niederlagen und 1 Unentschieden auf dem fünften Platz. Die SG Flensburg-Handewitt hatte vor zwei Jahren mit diesen Jahrgängen noch das Finale der Deutschen Meisterschaft in der U17 erreicht, in der U19 reichte es in der Vorrunde nach vier Niederlagen nur zum siebten Platz.

### Staffel Nord
Die Kader der Teams in dieser Staffel wurden auf handball.net in der übersichtlicher Form dargestellt:
Tabelle
| Pl.                                            | Verein                        | Sp. | S | U | N | Tore      | Diff. | Punkte |
| ---------------------------------------------- | ----------------------------- | --- | - | - | - | --------- | ----- | ------ |
| 1.                                             | SC Magdeburg1                 | 9   | 7 | 0 | 2 | 0341:2810 | +60   | 014:40 |
| 2.                                             | HSV Hamburg1                  | 9   | 7 | 0 | 2 | 0334:2620 | +72   | 014:40 |
| 3.                                             | TSV Burgdorf                  | 9   | 6 | 0 | 3 | 0315:2780 | +37   | 012:60 |
| 4.                                             | HC Empor Rostock1             | 9   | 5 | 1 | 3 | 0284:2740 | +10   | 011:70 |
| 5.                                             | THW Kiel1                     | 9   | 5 | 1 | 3 | 0306:2800 | +26   | 011:70 |
| 6.                                             | SG HC Bremen/Hastedt1         | 9   | 5 | 0 | 4 | 0288:3170 | −29   | 010:80 |
| 7.                                             | SG Flensburg-Handewitt1       | 9   | 5 | 0 | 4 | 0276:2750 | +1    | 010:80 |
| 8.                                             | MTV Lübeck                    | 9   | 2 | 1 | 6 | 0267:3170 | −50   | 05:130 |
| 9.                                             | SG Hamburg-Nord               | 9   | 1 | 1 | 7 | 0270:2990 | −29   | 03:150 |
| 10.                                            | Mecklenburger Stiere Schwerin | 9   | 0 | 0 | 9 | 0232:3300 | −98   | 00:180 |
| Quelle: Handball.net, Stand: 12. November 2023 |                               |     |   |   |   |           |       |        |

Legende und Erläuterungen

Kreuztabelle

Die Kreuztabelle stellt die Ergebnisse aller Spiele dieser Meisterrunde dar. Die Heimmannschaft ist in der linken Spalte, die Gastmannschaft in der oberen Zeile aufgelistet.
| Vorrunde Staffel Nord         | THW   | SCM   | HCE   | SGF   | HCB   | HSV   | TSV   | MSS   | MTV   | SGH   |
| ----------------------------- | ----- | ----- | ----- | ----- | ----- | ----- | ----- | ----- | ----- | ----- |
| THW Kiel                      |       | 42:34 | ---   | 25:29 | ---   | 30:40 | 42:31 | 29:26 | ---   | ---   |
| SC Magdeburg                  | ---   |       | ---   | 37:23 | 42:26 | 35:33 | 35:29 | 52:29 | ---   | ---   |
| HC Empor Rostock              | 30:27 | 31:23 |       | ---   | ---   | ---   | ---   | 38:24 | ---   | 30:28 |
| SG Flensburg-Handewitt        | ---   | ---   | 28:33 |       | ---   | 26:39 | 30:28 | 45:26 | ---   | 33:24 |
| SG HC Bremen/Hastedt          | 29:39 | ---   | 45:35 | 34:30 |       | ---   | ---   | ---   | 30:28 | 36:32 |
| HSV Hamburg                   | ---   | ---   | 31:28 | ---   | 46:28 |       | ---   | ---   | 41:27 | 36:33 |
| TSV Burgdorf                  | ---   | ---   | 34:25 | ---   | 36:27 | 35:32 |       | ---   | 47:31 | ---   |
| Mecklenburger Stiere Schwerin | ---   | ---   | ---   | ---   | 29:33 | 20:36 | 26:40 |       | 29:33 | ---   |
| MTV Lübeck                    | 26:37 | 31:40 | 34:34 | 29:32 | ---   | ---   | ---   | ---   |       | 28:27 |
| SG Hamburg-Nord               | 35:35 | 37:43 | ---   | ---   | ---   | ---   | 30:35 | 24:23 | ---   |       |

| Heimsieg | Unentschieden | Auswärtssieg | --- Einfachrunde, Rückspiele werden nicht ausgetragen |

### Staffel West
Die Kader der Teams in dieser Staffel wurden auf handball.net in der übersichtlicher Form dargestellt:
Tabelle
| Pl.                                            | Verein               | Sp. | S | U | N | Tore      | Diff. | Punkte |
| ---------------------------------------------- | -------------------- | --- | - | - | - | --------- | ----- | ------ |
| 1.                                             | Bergischer HC        | 9   | 8 | 0 | 1 | 0317:2560 | +61   | 016:20 |
| 2.                                             | HSG Handball Lemgo   | 9   | 7 | 0 | 2 | 0306:2840 | +22   | 014:40 |
| 3.                                             | TSV Bayer Dormagen   | 9   | 6 | 0 | 3 | 0277:2580 | +19   | 012:60 |
| 4.                                             | TuSEM Essen          | 9   | 4 | 2 | 3 | 0297:3140 | −17   | 010:80 |
| 5.                                             | Bonner JSG1          | 9   | 4 | 1 | 4 | 0283:2790 | +4    | 09:90  |
| 6.                                             | VfL Eintracht Hagen1 | 9   | 3 | 3 | 3 | 0275:2770 | −2    | 09:90  |
| 7.                                             | VfL Gummersbach      | 9   | 4 | 0 | 5 | 0274:2600 | +14   | 08:100 |
| 8.                                             | TSV GWD Minden       | 9   | 3 | 0 | 6 | 0266:2860 | −20   | 06:120 |
| 9.                                             | ASV Hamm-Westfalen   | 9   | 2 | 1 | 6 | 0283:3020 | −19   | 05:130 |
| 10.                                            | JSG LiT 1912         | 9   | 0 | 1 | 8 | 0258:3200 | −62   | 01:170 |
| Quelle: Handball.net, Stand: 15. November 2023 |                      |     |   |   |   |           |       |        |

Legende und Erläuterungen

Kreuztabelle

Die Kreuztabelle stellt die Ergebnisse aller Spiele dieser Meisterrunde dar. Die Heimmannschaft ist in der linken Spalte, die Gastmannschaft in der oberen Zeile aufgelistet.
| Vorrunde Staffel West | BHC   | HAG   | LEM   | GWD   | TUE   | TSV   | VFL   | ASV   | LIT   | BNJ   |
| --------------------- | ----- | ----- | ----- | ----- | ----- | ----- | ----- | ----- | ----- | ----- |
| Bergischer HC         |       | ---   | ---   | ---   | 40:33 | ---   | 29:27 | 37:26 | 48:27 | 36:31 |
| VfL Eintracht Hagen   | 32:36 |       | ---   | 25:24 | ---   | 29:36 | 36:29 | ---   | 32:32 | ---   |
| HSG Handball Lemgo    | 30:29 | 34:33 |       | 37:30 | ---   | 32:28 | 30:26 | ---   | ---   | ---   |
| TSV GWD Minden        | 30:36 | ---   | ---   |       | ---   | 33:42 | ---   | 33:28 | 31:22 | ---   |
| TuSEM Essen           | ---   | 33:33 | 31:41 | 35:33 |       | 25:23 | ---   | ---   | ---   | ---   |
| TSV Bayer Dormagen    | 20:26 | ---   | ---   | ---   | ---   |       | ---   | 38:33 | 32:31 | 32:26 |
| VfL Gummersbach       | ---   | ---   | ---   | 38:26 | 43:31 | 23:26 |       | 30:29 | ---   | 24:28 |
| ASV Hamm-Westfalen    | ---   | 25:27 | 38:36 | ---   | 33:33 | ---   | ---   |       | ---   | 37:39 |
| JSG LiT 1912          | ---   | ---   | 30:34 | ---   | 34:40 | ---   | 25:34 | 29:34 |       | 28:35 |
| Bonner JSG            | ---   | 28:28 | 39:32 | 23:26 | 34:36 | ---   | ---   | ---   | ---   |       |

| Heimsieg | Unentschieden | Auswärtssieg | --- Einfachrunde, Rückspiele werden nicht ausgetragen |

### Staffel Mitte
Die Kader der Teams in dieser Staffel wurden auf handball.net in der übersichtlicher Form dargestellt:
Tabelle
| Pl.                                            | Verein                         | Sp. | S | U | N | Tore      | Diff. | Punkte |
| ---------------------------------------------- | ------------------------------ | --- | - | - | - | --------- | ----- | ------ |
| 1.                                             | Füchse Berlin Reinickendorf    | 9   | 9 | 0 | 0 | 0376:2550 | +121  | 018:00 |
| 2.                                             | SC DHfK Leipzig                | 9   | 8 | 0 | 1 | 0338:2870 | +51   | 016:20 |
| 3.                                             | HC Erlangen                    | 9   | 7 | 0 | 2 | 0327:2780 | +49   | 014:40 |
| 4.                                             | HSG Rodgau Nieder-Roden        | 9   | 5 | 0 | 4 | 0297:2970 | ±0    | 010:80 |
| 5.                                             | HSG Dutenhofen/Münchholzhausen | 9   | 4 | 1 | 4 | 0275:2900 | −15   | 09:90  |
| 6.                                             | HSC 2000 Coburg                | 9   | 4 | 0 | 5 | 0285:3000 | −15   | 08:100 |
| 7.                                             | mJSG Melsungen/Körle/Guxhagen  | 9   | 3 | 1 | 5 | 0259:2710 | −12   | 07:110 |
| 8.                                             | 1. VfL Potsdam                 | 9   | 3 | 0 | 6 | 0266:2760 | −10   | 06:120 |
| 9.                                             | TV Nieder-Olm                  | 9   | 1 | 0 | 8 | 0253:3150 | −62   | 02:160 |
| 10.                                            | SG DJK Rimpar                  | 9   | 0 | 0 | 9 | 0255:3620 | −107  | 00:180 |
| Quelle: Handball.net, Stand: 12. November 2023 |                                |     |   |   |   |           |       |        |

Legende und Erläuterungen

Kreuztabelle

Die Kreuztabelle stellt die Ergebnisse aller Spiele dieser Meisterrunde dar. Die Heimmannschaft ist in der linken Spalte, die Gastmannschaft in der oberen Zeile aufgelistet.
| Vorrunde Staffel Mitte         | FUX   | VFL   | MTT   | LEI   | HSG   | HCE   | COB   | ROD   | RIM   | TVN   |
| ------------------------------ | ----- | ----- | ----- | ----- | ----- | ----- | ----- | ----- | ----- | ----- |
| Füchse Berlin Reinickendorf    |       | ---   | ---   | 44:32 | ---   | 38:31 | 46:34 | 43:28 | ---   | ---   |
| 1. VfL Potsdam                 | 33:44 |       | 25:22 | ---   | 28:31 | 23:32 | ---   | 30:33 | ---   | ---   |
| mJSG Melsungen/Körle/Guxhagen  | 20:41 | ---   |       | ---   | 22:22 | ---   | ---   | ---   | 40:22 | 36:22 |
| SC DHfK Leipzig                | ---   | 34:32 | 35:34 |       | 40:33 | ---   | 38:31 | 37:30 | ---   | ---   |
| HSG Dutenhofen/Münchholzhausen | 20:38 | ---   | ---   | ---   |       | 30:32 | ---   | ---   | 37:31 | 38:31 |
| HC Erlangen                    | ---   | ---   | 36:25 | 30:42 | ---   |       | 40:31 | 41:30 | ---   | ---   |
| HSC 2000 Coburg                | ---   | 26:25 | 33:35 | ---   | 36:30 | ---   |       | 30:31 | ---   | 32:29 |
| HSG Rodgau Nieder-Roden        | ---   | ---   | 35:25 | ---   | 32:34 | ---   | ---   |       | 42:30 | 36:27 |
| SG DJK Rimpar                  | 32:43 | 27:42 | ---   | 24:44 | ---   | 31:47 | 26:32 | ---   |       | ---   |
| TV Nieder-Olm                  | 25:39 | 27:28 | ---   | 29:36 | ---   | 28:38 | ---   | ---   | 35:32 |       |

| Heimsieg | Unentschieden | Auswärtssieg | --- Einfachrunde, Rückspiele werden nicht ausgetragen |

### Staffel Süd
Die Kader der Teams in dieser Staffel wurden auf handball.net in der übersichtlicher Form dargestellt:
Tabelle
| Pl.                                            | Verein                      | Sp. | S | U | N | Tore      | Diff. | Punkte |
| ---------------------------------------------- | --------------------------- | --- | - | - | - | --------- | ----- | ------ |
| 1.                                             | Rhein-Neckar Löwen          | 9   | 9 | 0 | 0 | 0320:2500 | +70   | 018:00 |
| 2.                                             | SG BBM Bietigheim           | 9   | 7 | 0 | 2 | 0320:2920 | +28   | 014:40 |
| 3.                                             | TPSG Frisch Auf Göppingen   | 9   | 6 | 1 | 2 | 0288:2570 | +31   | 013:50 |
| 4.                                             | JANO Filder                 | 9   | 6 | 0 | 3 | 0286:2660 | +20   | 012:60 |
| 5.                                             | JSG Balingen-Weilstetten    | 9   | 4 | 2 | 3 | 0291:2810 | +10   | 010:80 |
| 6.                                             | mHSG Friesenheim-Hochdorf   | 9   | 3 | 0 | 6 | 0281:3020 | −21   | 06:120 |
| 7.                                             | TV Bittenfeld1              | 9   | 2 | 1 | 6 | 0266:2860 | −20   | 05:130 |
| 8.                                             | HG Oftersheim/Schwetzingen1 | 9   | 2 | 1 | 6 | 0266:3020 | −36   | 05:130 |
| 9.                                             | SG Pforzheim/Eutingen       | 9   | 1 | 2 | 6 | 0274:2900 | −16   | 04:140 |
| 10.                                            | HSG Konstanz                | 9   | 1 | 1 | 7 | 0259:3250 | −66   | 03:150 |
| Quelle: Handball.net, Stand: 12. November 2023 |                             |     |   |   |   |           |       |        |

Legende und Erläuterungen

Kreuztabelle

Die Kreuztabelle stellt die Ergebnisse aller Spiele dieser Meisterrunde dar. Die Heimmannschaft ist in der linken Spalte, die Gastmannschaft in der oberen Zeile aufgelistet.
| Vorrunde Staffel Süd       | HGO   | HSG   | SGP   | TVB   | RNL   | FAG   | JAN   | HLZ   | JBW   | BBM   |
| -------------------------- | ----- | ----- | ----- | ----- | ----- | ----- | ----- | ----- | ----- | ----- |
| HG Oftersheim/Schwetzingen |       | ---   | ---   | 36:36 | 24:32 | 20:29 | 25:34 | ---   | ---   | ---   |
| HSG Konstanz               | 29:36 |       | 29:29 | 36:33 | ---   | ---   | 27:30 | ---   | ---   | 27:37 |
| SG Pforzheim/Eutingen      | 31:33 | ---   |       | 31:23 | 25:34 | 30:31 | ---   | ---   | ---   | ---   |
| TV Bittenfeld              | ---   | ---   | ---   |       | ---   | ---   | 26:25 | 24:20 | 26:27 | 39:45 |
| Rhein-Neckar Löwen         | ---   | 40:28 | ---   | 34:29 |       | 36:35 | 35:27 | ---   | 37:28 | ---   |
| TPSG Frisch Auf Göppingen  | ---   | 36:25 | ---   | 32:30 | ---   |       | 26:33 | ---   | 28:28 | ---   |
| JANO Filder                | ---   | ---   | 35:32 | ---   | ---   | ---   |       | 33:29 | 40:32 | 29:34 |
| mHSG Friesenheim-Hochdorf  | 36:32 | 41:29 | 32:29 | ---   | 28:39 | 27:40 | ---   |       | ---   | 38:39 |
| JSG Balingen-Weilstetten   | 35:29 | 43:29 | 32:32 | ---   | ---   | ---   | ---   | 37:30 |       | 29:30 |
| SG BBM Bietigheim          | 40:31 | ---   | 41:35 | ---   | 26:33 | 28:31 | ---   | ---   | ---   |       |

| Heimsieg | Unentschieden | Auswärtssieg | --- Einfachrunde, Rückspiele werden nicht ausgetragen |

## Meisterrunde
Die Hauptrunde (in der JBLH Meisterrunde genannt) wurde in 2 Staffeln mit je 8 Mannschaften in Hin- und Rückspielen ausgetragen. Die Plätze eins bis vier qualifizierten sich für das Viertelfinale um die Deutsche A-Jugend-Meisterschaft. Die Plätze eins bis fünf sicherten sich außerdem direkt die Teilnahme an der 1. JBLH 2024/25.
Auch die beiden Meisterrunde-Staffeln der Saison 2023/24 wurden von den Füchsen Berlin und den Rhein-Neckar Löwen gewonnen, mit jeweils zwölf Siegen und zwei Niederlagen. Die Rhein-Neckar Löwen erzielten die beste Tordifferenz (plus 121 Tore) aller Teams und mussten die wenigsten Gegentore hinnehmen.
In der Meisterrunde 1 führte zunächst der SC Magdeburg nach einem Auswärtssieg in Berlin lange die Tabelle an und qualifizierte sich sicher für die Viertelfinale der Deutschen Meisterschaft. Eine Überraschung in dieser Saison war weiterhin der Aufsteiger SG BBM Bietigheim, welcher als Dritter ebenfalls um die DM weiterspielen durfte. Den letzten Viertelfinalplatz sicherte sich TSV Bayer Dormagen in einem entscheidenden Spiel am letzten Spieltag gegen Frisch Auf Göppingen. Göppingen qualifizierte sich mit dem fünften Platz aber zumindest ebenfalls direkt für die Teilnahme an der 1. JBLH 2024/25.
In der Meisterrunde 2 setzte sich der HC Erlangen souverän als Zweiter vor dem TSV Burgdorf durch. Den letzten Platz für das Viertelfinale erreichte am letzten Spieltag der HSV Hamburg. Die größte Überraschung in dieser Staffel war der spannende Kampf um den letzten direkten Platz für die 1. JBLH 2024/25, welchen sich der Bergische HC mit einem Unentschieden gegen den SC DHFK Leipzig sicherte. Leipzig fehlte somit ein Tor und musste überraschend in weiteren Qualifikationsspielen um eine Teilnahme an der 1. oder 2. JBLH der nächsten Saison kämpfen.

### Meisterrunde 1
| Pl.                                        | Verein                      | Sp. | S  | U | N  | Tore      | Diff. | Punkte  |
| ------------------------------------------ | --------------------------- | --- | -- | - | -- | --------- | ----- | ------- |
| 1.                                         | Füchse Berlin Reinickendorf | 14  | 12 | 0 | 2  | 0462:3880 | +74   | 024:40  |
| 2.                                         | SC Magdeburg                | 14  | 10 | 1 | 3  | 0498:4260 | +72   | 021:70  |
| 3.                                         | SG BBM Bietigheim           | 14  | 9  | 1 | 4  | 0478:4640 | +14   | 019:90  |
| 4.                                         | TSV Bayer Dormagen          | 14  | 8  | 1 | 5  | 0487:4370 | +50   | 017:110 |
| 5.                                         | TPSG Frisch Auf Göppingen*  | 14  | 7  | 1 | 6  | 0439:4180 | +21   | 015:130 |
| 6.                                         | HC Empor Rostock*           | 14  | 5  | 0 | 9  | 0412:4570 | −45   | 010:180 |
| 7.                                         | HSG Handball Lemgo          | 14  | 2  | 0 | 12 | 0443:5480 | −105  | 04:240  |
| 8.                                         | HSG Rodgau Nieder-Roden     | 14  | 1  | 0 | 13 | 0431:5120 | −81   | 02:260  |
| Quelle: Handball.net, Stand: 7. April 2024 |                             |     |    |   |    |           |       |         |

Entscheidungen

Bei Punktgleichheit entscheidet vorerst die gesamte Tordifferenz.
1 Sobald die Mannschaften beide Spiele gegeneinander durchgeführt haben, wird der direkte Vergleich der Mannschaften berücksichtigt und in der Tabelle gekennzeichnet.

Kreuztabelle

Die Kreuztabelle stellt die Ergebnisse aller Spiele dieser Meisterrunde dar. Die Heimmannschaft ist in der linken Spalte, die Gastmannschaft in der oberen Zeile aufgelistet.
| Meisterrunde 1              | FUX   | ROD   | SCM   | HCE   | FAG   | BBM   | LEM   | TSV   |
| --------------------------- | ----- | ----- | ----- | ----- | ----- | ----- | ----- | ----- |
| Füchse Berlin Reinickendorf |       | 37:25 | 28:32 | 38:27 | 29:20 | 35:31 | 31:30 | 36:29 |
| HSG Rodgau Nieder-Roden     | 28:32 |       | 34:45 | 31:33 | 30:36 | 33:36 | 45:36 | 28:32 |
| SC Magdeburg                | 25:28 | 35:31 |       | 33:28 | 34:29 | 30:32 | 41:28 | 34:26 |
| HC Empor Rostock            | 29:34 | 31:30 | 30:43 |       | 37:32 | 30:33 | 37:33 | 33:29 |
| TPSG Frisch Auf Göppingen   | 24:30 | 50:29 | 37:30 | *     |       | 38:30 | 37:31 | 36:41 |
| SG BBM Bietigheim           | 29:30 | 32:31 | 35:35 | 41:35 | 32:26 |       | 41:34 | 40:35 |
| HSG Handball Lemgo          | 28:47 | 37:35 | 27:42 | 36:34 | 33:42 | 36:37 |       | 27:44 |
| TSV Bayer Dormagen          | 31:27 | 40:21 | 33:39 | 44:28 | 32:32 | 36:29 | 35:27 |       |

| Heimsieg | Unentschieden | Auswärtssieg |

* Frisch Auf Göppingen hatte Einspruch gegen die Wertung des Spiels gegen Empor Rostock eingelegt, welchem stattgegeben wurde. Da das Spiel keinen Einfluss mehr auf die Platzierungen hatte, verzichtete Rostock auf eine Wiederholung und das Spiel wurde mit 2:0 Punkten für Göppingen gewertet.

### Meisterrunde 2
| Pl.                                        | Verein             | Sp. | S  | U | N  | Tore      | Diff. | Punkte  |
| ------------------------------------------ | ------------------ | --- | -- | - | -- | --------- | ----- | ------- |
| 1.                                         | Rhein-Neckar Löwen | 14  | 12 | 0 | 2  | 0491:3700 | +121  | 024:40  |
| 2.                                         | HC Erlangen        | 14  | 11 | 0 | 3  | 0486:4300 | +56   | 022:60  |
| 3.                                         | TSV Burgdorf       | 14  | 8  | 1 | 5  | 0441:4370 | +4    | 017:110 |
| 4.                                         | HSV Hamburg        | 14  | 7  | 1 | 6  | 0435:4110 | +24   | 015:130 |
| 5.                                         | Bergischer HC      | 14  | 6  | 1 | 7  | 0380:3750 | +5    | 013:150 |
| 6.                                         | SC DHfK Leipzig    | 14  | 5  | 2 | 7  | 0455:4480 | +7    | 012:160 |
| 7.                                         | JANO Filder        | 14  | 4  | 1 | 9  | 0391:4430 | −52   | 09:190  |
| 8.                                         | TuSEM Essen        | 14  | 0  | 0 | 14 | 0374:5390 | −165  | 00:280  |
| Quelle: Handball.net, Stand: 7. April 2024 |                    |     |    |   |    |           |       |         |

Entscheidungen

Bei Punktgleichheit entscheidet vorerst die gesamte Tordifferenz.
1 Sobald die Mannschaften beide Spiele gegeneinander durchgeführt haben, wird der direkte Vergleich der Mannschaften berücksichtigt und in der Tabelle gekennzeichnet.

Kreuztabelle

Die Kreuztabelle stellt die Ergebnisse aller Spiele dieser Meisterrunde dar. Die Heimmannschaft ist in der linken Spalte, die Gastmannschaft in der oberen Zeile aufgelistet.
| Meisterrunde 2     | LEI   | HCE   | HSV   | TSV   | RNL   | JAN   | BHC   | TUE   |
| ------------------ | ----- | ----- | ----- | ----- | ----- | ----- | ----- | ----- |
| SC DHfK Leipzig    |       | 36:37 | 36:31 | 31:31 | 32:36 | 30:26 | 26:26 | 35:29 |
| HC Erlangen        | 38:35 |       | 39:34 | 37:36 | 37:34 | 28:23 | 31:30 | 49:31 |
| HSV Hamburg        | 21:25 | 30:26 |       | 37:26 | 35:30 | 29:29 | 24:23 | 36:26 |
| TSV Burgdorf       | 38:37 | 25:37 | 34:33 |       | 17:31 | 39:25 | 27:22 | 40:25 |
| Rhein-Neckar Löwen | 41:26 | 34:26 | 29:28 | 39:24 |       | 34:23 | 29:28 | 43:25 |
| JANO Filder        | 38:36 | 28:34 | 30:31 | 27:35 | 26:37 |       | 21:20 | 36:28 |
| Bergischer HC      | 29:24 | 27:23 | 33:32 | 25:31 | 18:35 | 32:27 |       | 30:18 |
| TuSEM Essen        | 27:46 | 27:44 | 25:34 | 31:38 | 25:39 | 30:32 | 27:37 |       |

| Heimsieg | Unentschieden | Auswärtssieg |

## Finalspiele um die Deutsche A-Jugend-Meisterschaft
|  | Viertelfinale               | Viertelfinale               | Viertelfinale |    |                             | Halbfinale | Halbfinale | Halbfinale |  |  | Finale | Finale | Finale |
|  |                             |                             |               |    |                             |            |            |            |  |  |        |        |        |
|  | HC Erlangen                 | 31                          | 31            |    |                             |            |            |            |  |  |        |        |        |
|  | SG BBM Bietigheim           | 29                          | 31            |    |                             |            |            |            |  |  |        |        |        |
|  | SG BBM Bietigheim           | 29                          | 31            |    | HC Erlangen                 | 37         | 32         |            |  |  |        |        |        |
|  |                             |                             |               |    | HC Erlangen                 | 37         | 32         |            |  |  |        |        |        |
|  |                             | Füchse Berlin Reinickendorf | 34            | 35 |                             |            |            |            |  |  |        |        |        |
|  | Füchse Berlin Reinickendorf | Füchse Berlin Reinickendorf | 34            | 35 | 44                          | 31         |            |            |  |  |        |        |        |
|  | Füchse Berlin Reinickendorf |                             |               |    |                             | 31         |            |            |  |  |        |        |        |
|  | HSV Hamburg                 | 28                          | 29            |    |                             |            |            |            |  |  |        |        |        |
|  | HSV Hamburg                 | 28                          | 29            |    | Füchse Berlin Reinickendorf | 25         | 32         |            |  |  |        |        |        |
|  |                             |                             |               |    |                             |            |            |            |  |  |        |        |        |
|  |                             | Rhein-Neckar Löwen          | 24            | 31 |                             |            |            |            |  |  |        |        |        |
|  | SC Magdeburg                | Rhein-Neckar Löwen          | 24            | 31 | 28                          | 34         |            |            |  |  |        |        |        |
|  | SC Magdeburg                |                             |               |    |                             | 34         |            |            |  |  |        |        |        |
|  | TSV Burgdorf                | 33                          | 31            |    |                             |            |            |            |  |  |        |        |        |
|  | TSV Burgdorf                | 33                          | 31            |    | TSV Burgdorf                | 26         | 17         |            |  |  |        |        |        |
|  |                             |                             |               |    | TSV Burgdorf                | 26         | 17         |            |  |  |        |        |        |
|  |                             | Rhein-Neckar Löwen          | 23            | 21 |                             |            |            |            |  |  |        |        |        |
|  | Rhein-Neckar Löwen          | Rhein-Neckar Löwen          | 23            | 21 | 29                          | 35         |            |            |  |  |        |        |        |
|  | Rhein-Neckar Löwen          |                             |               |    |                             |            |            |            |  |  |        |        |        |
|  | TSV Bayer Dormagen          | 29                          | 25            |    |                             |            |            |            |  |  |        |        |        |

### Viertelfinale
Mit dem Viertelfinale starteten die K.o.-Runden um die Deutsche A-Jugend-Meisterschaft, in der alle Begegnungen mit Hin- und Rückspielen ausgetragen wurden. Bei Punktgleichheit wurde in allen Finalspielen nach folgenden Kriterien über den Einzug in die nächste Runde entschieden:
1. bessere Tordifferenz
2. höhere Anzahl der auswärts geworfenen Tore
3. war auch dann noch keine Entscheidung gefallen, wurde sie nach dem zuletzt ausgetragenen Spiel ohne Verlängerung durch Siebenmeterwerfen herbeigeführt.

Viertelfinale 1
| 21. April 2024 12:00 Uhr | HSV Hamburg                       | 28:44        | Füchse Berlin Reinickendorf  | Sporthalle Hamburg Zuschauer: 1177 Schiedsrichter: Marel Herrmann / Nico Schöttelndreier |
| 21. April 2024 12:00 Uhr | meiste Tore: Max Leon Scheetz (7) | (11:18)      | meiste Tore: Jan Grüner (13) | Sporthalle Hamburg Zuschauer: 1177 Schiedsrichter: Marel Herrmann / Nico Schöttelndreier |
| 21. April 2024 12:00 Uhr | Strafen: 7× 1×                    | Spielbericht | Strafen: 1× 4×               | Sporthalle Hamburg Zuschauer: 1177 Schiedsrichter: Marel Herrmann / Nico Schöttelndreier |

| 28. April 2024 16:00 Uhr TV: Sportdeutschland.tv | Füchse Berlin Reinickendorf | 31:29        | HSV Hamburg                         | Lilli-Henoch-Sporthalle, Berlin Zuschauer: 186 Schiedsrichter: Philipp Etzold / Lennard Zerlin |
| 28. April 2024 16:00 Uhr TV: Sportdeutschland.tv | meiste Tore: Jan Grüner (8) | (15:16)      | meiste Tore: Nils Marvin Müller (9) | Lilli-Henoch-Sporthalle, Berlin Zuschauer: 186 Schiedsrichter: Philipp Etzold / Lennard Zerlin |
| 28. April 2024 16:00 Uhr TV: Sportdeutschland.tv | Strafen: 1× 6× 1×           | Spielbericht | Strafen: 3×                         | Lilli-Henoch-Sporthalle, Berlin Zuschauer: 186 Schiedsrichter: Philipp Etzold / Lennard Zerlin |

Die Füchse Berlin Reinickendorf zogen mit dem Gesamtergebnis von 4:0 Punkten in das Halbfinale ein. Bereits das Hinspiel in Hamburg konnten die Berliner sehr deutlich für sich entscheiden. Eine sehr beherzte Abwehrleistung und 13 Tore von Linksaußen Jan Grüner waren die Basis für den klaren Auswärtserfolg. Im Rückspiel in Berlin zeigten sich vor allem die Hamburger von einer ganz anderen Seite und sorgten für einen bis zum Schluss offenen Spielverlauf. Die Führung wechselte mehrfach, keine Mannschaft konnte sich absetzen. Letztlich behielt aber der Titelverteidiger mit zwei Toren die Oberhand und sorgte somit für das klarste Gesamtergebnis in den Viertelfinals.
Viertelfinale 2
| 21. April 2024 15:00 Uhr TV: Sportdeutschland.tv | TSV Burgdorf                  | 33:28        | SC Magdeburg                                      | Gudrun Pausewang Schule, Burgdorf Zuschauer: 350 Schiedsrichter: Joshua Köppen / Luka Preibsch |
| 21. April 2024 15:00 Uhr TV: Sportdeutschland.tv | meiste Tore: Thorge Lutze (9) | (19:15)      | meiste Tore: Pablo Lange, Sebastian Bialas (je 7) | Gudrun Pausewang Schule, Burgdorf Zuschauer: 350 Schiedsrichter: Joshua Köppen / Luka Preibsch |
| 21. April 2024 15:00 Uhr TV: Sportdeutschland.tv | Strafen: 1× 4×                | Spielbericht | Strafen: 2× 5×                                    | Gudrun Pausewang Schule, Burgdorf Zuschauer: 350 Schiedsrichter: Joshua Köppen / Luka Preibsch |

| 26. April 2024 19:00 Uhr TV: Sportdeutschland.tv | SC Magdeburg                 | 34:31        | TSV Burgdorf                       | Hermann-Gieseler-Halle, Magdeburg Zuschauer: 280 Schiedsrichter: Fabian Friedel / Rick Herrmann |
| 26. April 2024 19:00 Uhr TV: Sportdeutschland.tv | meiste Tore: Pablo Lange (9) | (20:16)      | meiste Tore: Fabrice-Joel Wolf (8) | Hermann-Gieseler-Halle, Magdeburg Zuschauer: 280 Schiedsrichter: Fabian Friedel / Rick Herrmann |
| 26. April 2024 19:00 Uhr TV: Sportdeutschland.tv | Strafen: 4×                  | Spielbericht | Strafen: 6×                        | Hermann-Gieseler-Halle, Magdeburg Zuschauer: 280 Schiedsrichter: Fabian Friedel / Rick Herrmann |

Der TSV Burgdorf zog mit dem Gesamtergebnis von 2:2 Punkten und 64:62 Toren in das Halbfinale ein. Das Hinspiel konnten die Burgdorfer dank ihrer treffsicheren Rückraumschützen mit deutlichen fünf Toren Vorsprung für sich entscheiden. Magdeburg war zwar zu Beginn der zweiten Halbzeit wieder dran, aber eine hohe Anzahl von einfachen Fangfehlern oder Pässen ins Aus sorgte dann doch für den deutlichen Vorsprung. Im Rückspiel führte der SCM zu Hause zur Pause bereits mit 4 Toren und schien das Spiel nach Wiederanpfiff mit einem 6:0 Lauf klar für sich zu entscheiden. Auch acht Minuten vor Abpfiff lag man immer noch mit ausreichenden sieben Toren vorne, doch dann drehten die Burgdorfer das Spiel, kamen wieder auf drei Tore heran und zogen mit plus zwei Toren ins Halbfinale ein.
Viertelfinale 3
| 20. April 2024 15:15 Uhr | SG BBM Bietigheim                       | 29:31        | HC Erlangen                | Sporthalle am Viadukt, Bietigheim Zuschauer: 551 Schiedsrichter: David Keßler / Niclas Mild |
| 20. April 2024 15:15 Uhr | meiste Tore: Alen Hadzimuhamedovic (10) | (16:15)      | meiste Tore: Lars Genz (9) | Sporthalle am Viadukt, Bietigheim Zuschauer: 551 Schiedsrichter: David Keßler / Niclas Mild |
| 20. April 2024 15:15 Uhr | Strafen: 2× 8× 1×                       | Spielbericht | Strafen: 2× 5× 1×          | Sporthalle am Viadukt, Bietigheim Zuschauer: 551 Schiedsrichter: David Keßler / Niclas Mild |

| 27. April 2024 15:30 Uhr TV: Sportdeutschland.tv | HC Erlangen                | 31:31        | SG BBM Bietigheim              | Karl-Heinz-Hiersemann-Halle, Erlangen Zuschauer: 963 Schiedsrichter: Fabian Foerster / Tim Foerster |
| 27. April 2024 15:30 Uhr TV: Sportdeutschland.tv | meiste Tore: Lars Genz (8) | (20:12)      | meiste Tore: David Selinka (9) | Karl-Heinz-Hiersemann-Halle, Erlangen Zuschauer: 963 Schiedsrichter: Fabian Foerster / Tim Foerster |
| 27. April 2024 15:30 Uhr TV: Sportdeutschland.tv | Strafen: 2× 5× 1×          | Spielbericht | Strafen: 3× 6×                 | Karl-Heinz-Hiersemann-Halle, Erlangen Zuschauer: 963 Schiedsrichter: Fabian Foerster / Tim Foerster |

Der HC Erlangen zog mit dem Gesamtergebnis von 3:1 Punkten in das Halbfinale ein. Im Hinspiel konnten die Erlanger auswärts einen Sieg mit einer kleinen Differenz von zwei Toren mitnehmen. In einem sehr umkämpften Spiel mit insgesamt 13 Zeitstrafen lag die Überraschungsmannschaft aus Bietigheim fünf Minuten vor Spielende noch mit 28:27 in Führung. Aber zwei späte Zeitstrafen ließen das Spiel dann doch zugunsten der Erlanger kippen. Im Rückspiel lagen die Erlanger in eigener Halle zur Pause bereits mit acht Toren in Führung. In einem erneut sehr kampfbetonten Spiel konnte Bietigheim den Rückstand zwar noch egalisieren, aber letztlich fehlten dann doch die beiden Tore aus dem Hinspiel.
Viertelfinale 4
| 21. April 2024 14:00 Uhr | TSV Bayer Dormagen          | 29:29        | Rhein-Neckar Löwen              | TSV Bayer Sportcenter, Dormagen Zuschauer: 240 Schiedsrichter: Lukas Schwarzmeier / Bela Stewen |
| 21. April 2024 14:00 Uhr | meiste Tore: Mark Szabo (8) | (15:14)      | meiste Tore: Felix Göttler (11) | TSV Bayer Sportcenter, Dormagen Zuschauer: 240 Schiedsrichter: Lukas Schwarzmeier / Bela Stewen |
| 21. April 2024 14:00 Uhr | Strafen: 1×                 | Spielbericht | Strafen: 1× 2×                  | TSV Bayer Sportcenter, Dormagen Zuschauer: 240 Schiedsrichter: Lukas Schwarzmeier / Bela Stewen |

| 27. April 2024 17:00 Uhr TV: Sportdeutschland.tv | Rhein-Neckar Löwen             | 35:25        | TSV Bayer Dormagen                        | Erich-Bamberger Stadthalle, Östringen Zuschauer: 500 Schiedsrichter: Markus Hehn / Felix Mayer |
| 27. April 2024 17:00 Uhr TV: Sportdeutschland.tv | meiste Tore: Felix Göttler (9) | (16:10)      | meiste Tore: Felix Elias Boeckenholt (10) | Erich-Bamberger Stadthalle, Östringen Zuschauer: 500 Schiedsrichter: Markus Hehn / Felix Mayer |
| 27. April 2024 17:00 Uhr TV: Sportdeutschland.tv | Strafen: 1× 2×                 | Spielbericht | Strafen: 3×                               | Erich-Bamberger Stadthalle, Östringen Zuschauer: 500 Schiedsrichter: Markus Hehn / Felix Mayer |

Die Rhein-Neckar Löwen zogen mit dem Gesamtergebnis von 3:1 Punkten in das Halbfinale ein. Vor zwei Jahren trafen diese Jahrgänge beider Teams im Halbfinale der B-Jugend-Meisterschaft aufeinander, beide Spiele endeten mit einem Unentschieden. Im diesjährigen Hinspiel in Dormagen endete ein spannender und abwechslungsreicher Schlagabtausch erneut ohne einen Sieger mit einem 29:29. Beide Mannschaften hatten Phasen, in denen sie sich absetzen konnten, aber gaben diese Vorteile auch wieder her. Beim Rückspiel im eigenen Revier setzen die Junglöwen ihre Heimsiegserie mit einem weiteren Kantersieg fort. Nur in den ersten 15 Minuten konnten die Dormagener mithalten, danach fanden sie keine Lösungen mehr gegen die Junglöwen-Abwehr, so dass die Löwen bereits in der 40. Minute mit 11 Toren in Führung gingen. „Die Grundlage fürs Weiterkommen haben wir in Dormagen gelegt. Nach unserer Aufholjagd in der Schlussviertelstunde, als wir bereits 18:24 hinten lagen, sind wir mit einem sehr guten Gefühl heimgefahren. Denn wir wussten, dass wir zuhause jeden Gegner schlagen können“, fasste Löwentrainer Daniel Haase die beiden Viertelfinal-Spiele zusammen.

### Halbfinale
Halbfinale 1
| 1. Mai 2024 15:00 Uhr TV: Sportdeutschland.tv | HC Erlangen                              | 37:34        | Füchse Berlin Reinickendorf  | Karl-Heinz-Hiersemann-Halle, Erlangen Zuschauer: 1224 Schiedsrichter: Thomas Hörath, Timo Hofmann |
| 1. Mai 2024 15:00 Uhr TV: Sportdeutschland.tv | meiste Tore: Lars Genz, Lars Genz (je 8) | (22:18)      | meiste Tore: Jan Grüner (11) | Karl-Heinz-Hiersemann-Halle, Erlangen Zuschauer: 1224 Schiedsrichter: Thomas Hörath, Timo Hofmann |
| 1. Mai 2024 15:00 Uhr TV: Sportdeutschland.tv | Strafen: 2× 6× 1×                        | Spielbericht | Strafen: 1×                  | Karl-Heinz-Hiersemann-Halle, Erlangen Zuschauer: 1224 Schiedsrichter: Thomas Hörath, Timo Hofmann |

HC Erlangen: Dorian Knezevic, Moritz Meyer, Marc Panholzer – Lars Genz (8 Tore, davon 2 Siebenmeter), Jan Wilsdorf (2), Lasse Schmid (6), Lukas Frank (5), Hans Lukas Willax (1), Maxsim Lochmann (1), Fabian Kreuzer (8), Timon Hübner (2), Finn Scharnweber (1), Finn Speck (2), Michel Fuchs (1)
Trainer und Offizielle: Andreas Slowik, Jan Kauer, Ralf Mück, Björn Rudolph
Füchse Berlin Reinickendorf: Maximilian Grundmann, Norman Glamann – Nikias-Elijah Klau, Lasse David, Florian Budde (6), Lennart Steltner (1), Moritz Wanjura (2), Tim Schröder (3), Christoph Lamp, Anton Preußner (4), Julian Kusche (6), Jan Grüner (11/5), Luca-Benjamin Thiel (1)
Trainer und Offizielle: Norman Flödl, Kenji Hövels, Lukas Stolz, Rolf Riemer
Spielbericht auf Handball.net:
| 4. Mai 2024 16:15 Uhr TV: Sportdeutschland.tv | Füchse Berlin Reinickendorf                    | 35:32        | HC Erlangen                | MBS Arena Potsdam Zuschauer: 1285 Schiedsrichter: Christian vom Dorff, Fabian vom Dorff |
| 4. Mai 2024 16:15 Uhr TV: Sportdeutschland.tv | meiste Tore: Jan Grüner, Anton Preußner (je 8) | (10:13)      | meiste Tore: Lars Genz (8) | MBS Arena Potsdam Zuschauer: 1285 Schiedsrichter: Christian vom Dorff, Fabian vom Dorff |
| 4. Mai 2024 16:15 Uhr TV: Sportdeutschland.tv | Strafen: 1× 2×                                 | Spielbericht | Strafen: 1× 4×             | MBS Arena Potsdam Zuschauer: 1285 Schiedsrichter: Christian vom Dorff, Fabian vom Dorff |

Füchse Berlin Reinickendorf: Maximilian Grundmann, Norman Glamann, Tim Würtenberger – Jan Grüner (8 Tore, davon 4 Siebenmeter), Simon Poppe, Tilman Stark, Florian Budde (5), Lennart Steltner (5), Moritz Wanjura, Tim Schröder (6), Christoph Lamp, Julian Kusche (3), Luca-Benjamin Thiel, Anton Preußner (8)
Trainer und Offizielle: Norman Flödl, Kenji Hövels, Nicolas Peter, Rolf Riemer
HC Erlangen: Dorian Knezevic, Marc Panholzer – Lars Genz (8/1), Jan Wilsdorf (2), Lasse Schmid (3), Lukas Frank, Hans Lukas Willax (2), Maxsim Lochmann (1), Fabian Kreuzer (6), Timon Hübner (4), Finn Scharnweber, Finn Speck (4), Marc Panholzer, Michel Fuchs, Tim Gömmel (2)
Trainer und Offizielle: Andreas Slowik, Jan Kauer, Ralf Mück, Björn Rudolph
In einem dramatischen Halbfinale stand es nach zwei Begegnungen 2:2 Punkte und 69:69 Tore. Entscheiden musste daher die Auswärtstorregel, durch welche die Füchse Berlin Reinickendorf mit zwei Auswärtstoren mehr in das Finale einzogen. Im Rückspiel in Potsdam lagen die Erlanger von der zweiten bis zu 51. Spielminute mit bis zu vier Toren in Führung. Erst in der Crunchtime schafften es die Berliner noch das Spiel zu drehen.
Halbfinale 2
| 1. Mai 2024 15:00 Uhr TV: Sportdeutschland.tv | TSV Burgdorf                       | 26:23        | Rhein-Neckar Löwen                                    | Gudrun Pausewang Schule, Burgdorf Zuschauer: 350 Schiedsrichter: Moritz Hartmann, Nils Hennekes |
| 1. Mai 2024 15:00 Uhr TV: Sportdeutschland.tv | meiste Tore: Fabrice-Joel Wolf (9) | (15:10)      | meiste Tore: Felix Göttler, Laurin Karrenbauer (je 7) | Gudrun Pausewang Schule, Burgdorf Zuschauer: 350 Schiedsrichter: Moritz Hartmann, Nils Hennekes |
| 1. Mai 2024 15:00 Uhr TV: Sportdeutschland.tv | Strafen: 2× 4×                     | Spielbericht | Strafen: 1× 5×                                        | Gudrun Pausewang Schule, Burgdorf Zuschauer: 350 Schiedsrichter: Moritz Hartmann, Nils Hennekes |

TSV Burgdorf: Theo Preußner, Nils Waterstrat – Fabrice-Joel Wolf (9, davon 3 Siebenmeter), Moritz Diener (4), Elias Opitz, Ole Kurok (3), Leonard Zink (2), Elijas Pütz, Thorge Lutze (2), Johannes Thiel, Linus Otaka (1), Bela Wellmann (3), Arne Müller (2)
Trainer und Offizielle: Sven Hylmar, Michel Sperling, Tim Buschhorn, Swantje Bugelmann
Rhein-Neckar Löwen: Dave Hörnig, Jonas Pleimes – Felix Göttler (7/3), Lennart Karrenbauer (5), Jakob Baumgärtner, Alexander Momber, Jan Knaus, Valentin Willner (1), Lucas Pabst (1), Elias Ciudad-Benitez (2), Frederik Daniel Breithaupt, Laurin Karrenbauer (7/3), Guy-Loup Hofbeck, Mark Hartmann
Trainer und Offizielle: Daniel Haase, Tobias Knaus, Pascal Lindenfelser, Alexander Schwarz
Spielbericht auf Handball.net:
| 5. Mai 2024 15:00 Uhr TV: Sportdeutschland.tv | Rhein-Neckar Löwen             | 21:17        | TSV Burgdorf                       | Erich-Bamberger Stadthalle, Östringen Zuschauer: 800 Schiedsrichter: Thomas Kern, Thorsten Kuschel |
| 5. Mai 2024 15:00 Uhr TV: Sportdeutschland.tv | meiste Tore: Felix Göttler (8) | (9:8)        | meiste Tore: Fabrice-Joel Wolf (5) | Erich-Bamberger Stadthalle, Östringen Zuschauer: 800 Schiedsrichter: Thomas Kern, Thorsten Kuschel |
| 5. Mai 2024 15:00 Uhr TV: Sportdeutschland.tv | Strafen: 1× 2×                 | Spielbericht | Strafen: 1× 2×                     | Erich-Bamberger Stadthalle, Östringen Zuschauer: 800 Schiedsrichter: Thomas Kern, Thorsten Kuschel |

Rhein-Neckar Löwen: Dave Hörnig, Jonas Pleimes – Laurin Karrenbauer (3 Tore, davon 1 Siebenmeter), Felix Göttler (8), Lennart Karrenbauer (2), Jakob Baumgärtner (2), Alexander Momber, Jan Knaus, Valentin Willner (1), Lucas Pabst (5/1), Elias Ciudad-Benitez, Frederik Daniel Breithaupt, Jonas Pleimes, Guy-Loup Hofbeck, Mark Hartmann
Trainer und Offizielle: Daniel Haase, Tobias Knaus, Thilo Maier, Jens Kehrer
TSV Burgdorf: Theo Preußner, Nils Waterstrat – Moritz Diener (3), Elias Opitz, Ole Kurok (2), Leonard Zink (1), Elijas Pütz, Thorge Lutze (3), Johannes Thiel, Linus Otaka, Bela Wellmann (1), Fabrice-Joel Wolf (5/2), Arne Müller (2)
Trainer und Offizielle: Sven Hylmar, Michel Sperling, Tim Buschhorn, Darian Arndt
In einem ebenfalls sehr engen Halbfinale setzen sich die Rhein-Neckar Löwen mit 2:2 Punkten und 44:43 Toren durch. In beiden Partien sahen die Zuschauer nur wenig Tore, was an zwei sehr guten Abwehrreihen mit starken Torhüterleistungen lag. Beide Mannschaften agierten aber auch im Angriff phasenweise sehr nervös und vergaben viele Torchancen.

### Finale
Im Finale wurde das Heimrecht per Los ermittelt. Zum dritten Mal in Folge trafen die Rhein-Neckar Löwen und die Füchse Berlin Reinickendorf im Finale um die Deutsche A-Jugend-Meisterschaft aufeinander.
| Sa, 18. Mai 2024 17:00 Uhr TV: Sportdeutschland.tv | Rhein-Neckar Löwen             | 24:25        | Füchse Berlin Reinickendorf                      | Erich-Bamberger Stadthalle, Östringen Zuschauer: 800 Schiedsrichter: Markus Kauth, Andre Kolb |
| Sa, 18. Mai 2024 17:00 Uhr TV: Sportdeutschland.tv | meiste Tore: Felix Göttler (8) | (12:12)      | meiste Tore: Julian Kusche, Florian Budde (je 5) | Erich-Bamberger Stadthalle, Östringen Zuschauer: 800 Schiedsrichter: Markus Kauth, Andre Kolb |
| Sa, 18. Mai 2024 17:00 Uhr TV: Sportdeutschland.tv | Strafen: 2× 3×                 | Spielbericht | Strafen: 3×                                      | Erich-Bamberger Stadthalle, Östringen Zuschauer: 800 Schiedsrichter: Markus Kauth, Andre Kolb |

Rhein-Neckar Löwen: Dave Hörnig, Jonas Pleimes – Felix Göttler (8), Lennart Karrenbauer (1), Cedric Mayer, Jakob Baumgärtner, Theo Sommer, Jan Knaus, Valentin Willner (4), Lucas Pabst (4), Elias Ciudad-Benitez (1), Frederik Daniel Breithaupt, Laurin Karrenbauer (6 Tore, davon 3 Siebenmeter), Mark Hartmann
Trainer und Offizielle: Daniel Haase, Tobias Knaus, Thilo Maier, Alexander Schwarz
Füchse Berlin Reinickendorf: Maximilian Grundmann, Norman Glamann – Simon Poppe, Tilman Stark, Norman Glamann, Florian Budde (5), Vladyslav Vakhotskyi, Lennart Steltner (1), Moritz Wanjura (1), Tim Schröder (3), Christoph Lamp (2), Anton Preußner (4), Julian Kusche (5), Jan Grüner (4/3), Luca-Benjamin Thiel
Trainer und Offizielle: Norman Flödl, Kenji Hövels, Nicolas Peter, Anian Eckardt
Die Zuschauer in der ausverkauften Stadthalle in Östringen bekamen das zuvor erwartete enge Match auf Augenhöhe geboten. Über weite Teile des Spiels dominierten die Abwehrreihen mit ihren guten Torhütern das Geschehen, so dass es mi einem leistungsgerechten Unentschieden in die Pause ging. Zu Beginn der zweiten Halbzeit gelang den Jungfüchsen mit einem 4:1 Lauf die erste drei Tore Führung, die wenig später sogar auf vier Tore ausgebaut wurde. Die Junglöwen zeigten in der Schlussphase jedoch Kampfgeist und hielten mit einem Rückstand von einem Tor alles offen für das Rückspiel in Potsdam.
| Fr, 24. Mai 2024 15:30 Uhr TV: Sportdeutschland.tv | Füchse Berlin Reinickendorf                   | 32:31        | Rhein-Neckar Löwen           | MBS Arena Potsdam Schiedsrichter: Marvin Cesnik, Jonas Konrad |
| Fr, 24. Mai 2024 15:30 Uhr TV: Sportdeutschland.tv | meiste Tore: Julian Kusche, Jan Grüner (je 7) | (14:15)      | meiste Tore: Lucas Pabst (7) | MBS Arena Potsdam Schiedsrichter: Marvin Cesnik, Jonas Konrad |
| Fr, 24. Mai 2024 15:30 Uhr TV: Sportdeutschland.tv | Strafen: 1× 2×                                | Spielbericht | Strafen: 1× 4×               | MBS Arena Potsdam Schiedsrichter: Marvin Cesnik, Jonas Konrad |

Füchse Berlin Reinickendorf: Maximilian Grundmann, Norman Glamann – Nikias-Elijah Klau, Lasse David, Simon Poppe,  Florian Budde (3), Lennart Steltner (3), Moritz Wanjura (1), Tim Schröder (5), Christoph Lamp, Julian Kusche (7), Jan Grüner (7 Tore, davon 1 Siebenmeter), Luca-Benjamin Thiel, Anton Preußner (6)
Trainer und Offizielle: Norman Flödl, Kenji Hövels, Lukas Stolz, Rolf Riemer
Rhein-Neckar Löwen: Dave Hörnig, Jonas Pleimes – Felix Göttler (6/1), Lennart Karrenbauer (2), Cedric Mayer (1), Jakob Baumgärtner, Theo Sommer (6), Alexander Momber, Jan Knaus, Valentin Willner (3), Lucas Pabst (7/1), Elias Ciudad-Benitez (2), Frederik Daniel Breithaupt, Laurin Karrenbauer (4/1)
Trainer und Offizielle: Daniel Haase, Tobias Knaus, Thilo Maier, Alexander Schwarz
Mit dem zweiten knappen Sieg sicherten sich die Füchse Berlin Reinickendorf zum neunten Mal die Deutsche A-Jugend-Meisterschaft. Das Rückspiel verlief ähnlich wie das Hinspiel. In der ersten Halbzeit konnte sich keine Mannschaft entscheidend absetzen, die Löwen führten mit einem Tor. Sie starteten aber erneut sehr schlecht in die zweite Halbzeit, warfen in den ersten zwölf Minuten nur zwei Tore, so dass die Füchse vorentscheidend mit sechs Toren führten. In der Crunchtime wechselten die Löwen sehr früh in eine sehr offene Abwehr und kamen durch diese Maßnahme nochmal bis auf ein Tor heran. Der Chef-Bundestrainer Nachwuchs Jochen Beppler lobte beide Teams: „Wir haben zwei würdige Finalisten und zwei tolle Finalspiele gesehen. Solche Partien sind wichtig für die Entwicklung der Spieler.“

## DHB-Pokalrunde
Die DHB-Pokalrunde mit den Mannschaften auf den Plätzen 5 bis 10 der JBLH-Vorrunde startete in vier Sechserstaffeln mit Hin- und Rückspielen, aus denen die beiden Erstplatzierten jeder Staffel weiterkamen in das Pokal-Viertelfinale. Die Mannschaften auf Platz 3 und 4 qualifizierten sich direkt für die neu eingeführte 2. JBLH 2024/25. Die Mannschaften auf Platz 5 und 6 konnten sich über weitere Qualifikationsspiele für diese 2. JBLH qualifizieren.
Legende für die Tabellen der Pokalrunden

Bei Punktgleichheit entscheidet der direkte Vergleich der Mannschaften: 1. nach Punkten; 2. nach Tordifferenz; 3. Tordifferenz gesamt
JBLH-Pokalrunde 1 Nord
| Pl.                                        | Verein                        | Sp. | S | U | N | Tore      | Diff. | Punkte |
| ------------------------------------------ | ----------------------------- | --- | - | - | - | --------- | ----- | ------ |
| 1.                                         | SG Flensburg-Handewitt        | 10  | 9 | 0 | 1 | 0313:2630 | +50   | 018:20 |
| 2.                                         | THW Kiel                      | 10  | 7 | 1 | 2 | 0398:3210 | +77   | 015:50 |
| 3.                                         | SG Hamburg-Nord               | 10  | 7 | 1 | 2 | 0342:2910 | +51   | 015:50 |
| 4.                                         | HC Bremen                     | 10  | 3 | 0 | 7 | 0332:3550 | −23   | 06:140 |
| 5.                                         | MTV Lübeck                    | 10  | 2 | 0 | 8 | 0341:3670 | −26   | 04:160 |
| 6.                                         | Mecklenburger Stiere Schwerin | 10  | 1 | 0 | 9 | 0279:4080 | −129  | 02:180 |
| Quelle: Handball.net, Stand: 24. März 2024 |                               |     |   |   |   |           |       |        |

JBLH-Pokalrunde 2 Mitte
| Pl.                                        | Verein                         | Sp. | S | U | N | Tore      | Diff. | Punkte |
| ------------------------------------------ | ------------------------------ | --- | - | - | - | --------- | ----- | ------ |
| 1.                                         | 1. VfL Potsdam                 | 10  | 8 | 0 | 2 | 0311:2640 | +47   | 016:40 |
| 2.                                         | mJSG Melsungen/Körle/Guxhagen  | 10  | 7 | 1 | 2 | 0317:2960 | +21   | 015:50 |
| 3.                                         | HSC 2000 Coburg                | 10  | 7 | 0 | 3 | 0329:2910 | +38   | 014:60 |
| 4.                                         | HSG Dutenhofen/Münchholzhausen | 10  | 5 | 1 | 4 | 0312:3000 | +12   | 011:90 |
| 5.                                         | SG DJK Rimpar                  | 10  | 1 | 0 | 9 | 0284:3570 | −73   | 02:180 |
| 6.                                         | TV Nieder-Olm                  | 10  | 1 | 0 | 9 | 0281:3260 | −45   | 02:180 |
| Quelle: Handball.net, Stand: 24. März 2024 |                                |     |   |   |   |           |       |        |

JBLH-Pokalrunde 3 West
| Pl.                                        | Verein              | Sp. | S | U | N | Tore      | Diff. | Punkte |
| ------------------------------------------ | ------------------- | --- | - | - | - | --------- | ----- | ------ |
| 1.                                         | Bonner JSG          | 10  | 7 | 1 | 2 | 0313:2780 | +35   | 015:50 |
| 2.                                         | VfL Eintracht Hagen | 10  | 6 | 2 | 2 | 0298:2850 | +13   | 014:60 |
| 3.                                         | ASV Hamm-Westfalen  | 10  | 6 | 1 | 3 | 0336:3100 | +26   | 013:70 |
| 4.                                         | VfL Gummersbach     | 10  | 4 | 1 | 5 | 0299:3070 | −8    | 09:110 |
| 5.                                         | TSV GWD Minden      | 10  | 3 | 1 | 6 | 0325:3340 | −9    | 07:130 |
| 6.                                         | JSG LIT 1912        | 10  | 1 | 0 | 9 | 0287:3440 | −57   | 02:180 |
| Quelle: Handball.net, Stand: 23. März 2024 |                     |     |   |   |   |           |       |        |

JBLH-Pokalrunde 4 Süd
| Pl.                                        | Verein                     | Sp. | S | U | N | Tore      | Diff. | Punkte |
| ------------------------------------------ | -------------------------- | --- | - | - | - | --------- | ----- | ------ |
| 1.                                         | JSG Balingen-Weilstetten   | 10  | 7 | 0 | 3 | 0306:2450 | +61   | 014:60 |
| 2.                                         | TV Bittenfeld              | 10  | 7 | 0 | 3 | 0299:2730 | +26   | 014:60 |
| 3.                                         | SG Pforzheim/Eutingen      | 10  | 6 | 0 | 4 | 0275:2590 | +16   | 012:80 |
| 4.                                         | mHSG Friesenheim-Hochdorf  | 10  | 3 | 2 | 5 | 0269:3030 | −34   | 08:120 |
| 5.                                         | HSG Konstanz               | 10  | 3 | 1 | 6 | 0300:3380 | −38   | 07:130 |
| 6.                                         | HG Oftersheim/Schwetzingen | 10  | 2 | 1 | 7 | 0277:3080 | −31   | 05:150 |
| Quelle: Handball.net, Stand: 23. März 2024 |                            |     |   |   |   |           |       |        |

### DHB-Pokalrunde Viertelfinale
Das Viertelfinale wurde mit Hin- und Rückspielen ausgetragen. Bei Punktgleichheit wurde im Viertelfinale nach folgenden Kriterien über den Einzug in die nächste Runde entschieden:
1. bessere Tordifferenz
2. höhere Anzahl der auswärts geworfenen Tore
3. war auch dann noch keine Entscheidung gefallen, wurde sie nach dem zuletzt ausgetragenen Spiel ohne Verlängerung durch Siebenmeterwerfen herbeigeführt.

Die Gewinner der Viertelfinale spielten dann in einem Final Four den DHB-Pokalsieger aus und nahmen an der Qualifikationsrunde 1 für die JBLH 2023/24 teil. Die Verlierer spielten in der Qualifikationsrunde 2 um den Einzug in die neue 1. oder 2. JBLH.
Viertelfinale 1
| 20. April 2024 14:30 Uhr | THW Kiel                    | 25:25        | JSG Balingen-Weilstetten        | IGS Friedrichsort, Kiel Zuschauer: 117 Schiedsrichter: Bjarne Deiters / Jesper Stumpfe |
| 20. April 2024 14:30 Uhr | meiste Tore: Linus Kutz (7) | (13:12)      | meiste Tore: Bennet Strobel (5) | IGS Friedrichsort, Kiel Zuschauer: 117 Schiedsrichter: Bjarne Deiters / Jesper Stumpfe |
| 20. April 2024 14:30 Uhr | Strafen: 2× 4×              | Spielbericht | Strafen: 1× 4×                  | IGS Friedrichsort, Kiel Zuschauer: 117 Schiedsrichter: Bjarne Deiters / Jesper Stumpfe |

| 28. April 2024 14:00 Uhr TV: Sportdeutschland.tv | JSG Balingen-Weilstetten                        | 29:41        | THW Kiel                 | Mey-Generalbau-Arena, Balingen Zuschauer: 375 Schiedsrichter: Vincent Maass, Kai Füller |
| 28. April 2024 14:00 Uhr TV: Sportdeutschland.tv | meiste Tore: Magnus Betz, Bennet Strobel (je 5) | (11:16)      | meiste Tore: Jens Cremer | Mey-Generalbau-Arena, Balingen Zuschauer: 375 Schiedsrichter: Vincent Maass, Kai Füller |
| 28. April 2024 14:00 Uhr TV: Sportdeutschland.tv | Strafen: 1× 4×                                  | Spielbericht | Strafen: 4×              | Mey-Generalbau-Arena, Balingen Zuschauer: 375 Schiedsrichter: Vincent Maass, Kai Füller |

Der THW Kiel zog mit 2:2 Punkten und 66:54 Toren in das Pokal Final Four ein.
Viertelfinale 2
| 20. April 2024 19:00 Uhr | TV Bittenfeld                              | 28:22        | SG Flensburg-Handewitt            | Gemeindehalle Bittenfeld, Bittenfeld Zuschauer: 300 Schiedsrichter: Paolo D'Oria / Julius Hlawatsch |
| 20. April 2024 19:00 Uhr | meiste Tore: Tim Bauer, Luca Eckert (je 5) | (14:8)       | meiste Tore: Oskar Czertowicz (8) | Gemeindehalle Bittenfeld, Bittenfeld Zuschauer: 300 Schiedsrichter: Paolo D'Oria / Julius Hlawatsch |
| 20. April 2024 19:00 Uhr | Strafen: 1× 5×                             | Spielbericht | Strafen: 2× 1×                    | Gemeindehalle Bittenfeld, Bittenfeld Zuschauer: 300 Schiedsrichter: Paolo D'Oria / Julius Hlawatsch |

| 28. April 2024 12:00 Uhr | SG Flensburg-Handewitt             | 24:24        | TV Bittenfeld              | Wikinghalle, Handewitt Zuschauer: 350 Schiedsrichter: Matthias Klinke / Sebastian Klinke |
| 28. April 2024 12:00 Uhr | meiste Tore: Arv Jendre Kinsky (6) | (9:10)       | meiste Tore: Tim Bauer (5) | Wikinghalle, Handewitt Zuschauer: 350 Schiedsrichter: Matthias Klinke / Sebastian Klinke |
| 28. April 2024 12:00 Uhr | Strafen: 3×                        | Spielbericht | Strafen: 1× 3×             | Wikinghalle, Handewitt Zuschauer: 350 Schiedsrichter: Matthias Klinke / Sebastian Klinke |

Der TV Bittenfeld zog mit 3:1 Punkten in das Pokal Final Four ein.
Viertelfinale 3
| 21. April 2024 14:00 Uhr | VfL Eintracht Hagen           | 25:29        | 1. VfL Potsdam                 | Sporthalle Mittelstadt, Hagen Zuschauer: 289 Schiedsrichter: Elias Langer / Lukas Schneider |
| 21. April 2024 14:00 Uhr | meiste Tore: Luca Richter (8) | (16:16)      | meiste Tore: Adrian Barbet (8) | Sporthalle Mittelstadt, Hagen Zuschauer: 289 Schiedsrichter: Elias Langer / Lukas Schneider |
| 21. April 2024 14:00 Uhr | Strafen: 2× 3×                | Spielbericht | Strafen: 1× 3×                 | Sporthalle Mittelstadt, Hagen Zuschauer: 289 Schiedsrichter: Elias Langer / Lukas Schneider |

| 28. April 2024 16:00 Uhr | 1. VfL Potsdam                   | 26:25        | VfL Eintracht Hagen           | Ballspielhalle Luftschiffhafen, Potsdam Zuschauer: 119 Schiedsrichter: Robert Mischock / Christopher Riebesam |
| 28. April 2024 16:00 Uhr | meiste Tore: Ilian Geweiler (12) | (12:14)      | meiste Tore: Luca Richter (8) | Ballspielhalle Luftschiffhafen, Potsdam Zuschauer: 119 Schiedsrichter: Robert Mischock / Christopher Riebesam |
| 28. April 2024 16:00 Uhr | Strafen: 2× 3×                   | Spielbericht | Strafen: 1× 4× 1×             | Ballspielhalle Luftschiffhafen, Potsdam Zuschauer: 119 Schiedsrichter: Robert Mischock / Christopher Riebesam |

Der 1. VfL Potsdam zog mit 4:0 Punkten in das Pokal Final Four ein.
Viertelfinale 4
| 20. April 2024 19:00 Uhr | mJSG Melsungen/Körle/Guxhagen | 30:30        | Bonner JSG                    | Stadtsporthalle Melsungen, Melsungen Zuschauer: 143 Schiedsrichter: Noah Fikus / Jonas Schmidt |
| 20. April 2024 19:00 Uhr | meiste Tore: Tom Wolf (11)    | (18:16)      | meiste Tore: Kevin Fricke (8) | Stadtsporthalle Melsungen, Melsungen Zuschauer: 143 Schiedsrichter: Noah Fikus / Jonas Schmidt |
| 20. April 2024 19:00 Uhr | Strafen: 1× 5×                | Spielbericht | Strafen: 6×                   | Stadtsporthalle Melsungen, Melsungen Zuschauer: 143 Schiedsrichter: Noah Fikus / Jonas Schmidt |

| 28. April 2024 15:30 Uhr | Bonner JSG                     | 26:24        | mJSG Melsungen/Körle/Guxhagen           | Grundschule Sonnenhügel, Königswinter-Oberpleis Zuschauer: 1000 Schiedsrichter: Pit Hegebart / Leon Schönberger |
| 28. April 2024 15:30 Uhr | meiste Tore: Finn Hoffmann (8) | (13:10)      | meiste Tore: Lasse Ohl, Tom Wolf (je 6) | Grundschule Sonnenhügel, Königswinter-Oberpleis Zuschauer: 1000 Schiedsrichter: Pit Hegebart / Leon Schönberger |
| 28. April 2024 15:30 Uhr | Strafen: 1×                    | Spielbericht | Strafen: 4×                             | Grundschule Sonnenhügel, Königswinter-Oberpleis Zuschauer: 1000 Schiedsrichter: Pit Hegebart / Leon Schönberger |

Die Bonner JSG zog mit 3:1 Punkten in das Pokal Final Four ein.

### DHB-Pokalrunde Final Four
Die Halbfinale und das Finale in der JBLH DHB-Pokalrunde wurden an einem Tag im Final-Four-Modus ausgetragen, die Spielzeit wurde auf 50 Minuten reduziert. Bei Unentschieden gab es zweimal 5 Minuten Verlängerung, danach ein Siebenmeterwerfen.
Halbfinale 1
| 12. Mai 2024 11:00 Uhr | TV Bittenfeld              | 19:22        | Bonner JSG                          | Grundschule Sonnenhügel, Königswinter-Oberpleis Schiedsrichter: Lukas Schwarzmeier, Bela Stewen |
| 12. Mai 2024 11:00 Uhr | meiste Tore: Tim Bauer (6) | (9:9)        | meiste Tore: Matthias Schmieder (7) | Grundschule Sonnenhügel, Königswinter-Oberpleis Schiedsrichter: Lukas Schwarzmeier, Bela Stewen |
| 12. Mai 2024 11:00 Uhr | Strafen: 1× 5×             | Spielbericht | Strafen: 3× 4×                      | Grundschule Sonnenhügel, Königswinter-Oberpleis Schiedsrichter: Lukas Schwarzmeier, Bela Stewen |

Halbfinale 2
| 12. Mai 2024 13:00 Uhr | THW Kiel                           | 30:22        | 1. VfL Potsdam                  | Grundschule Sonnenhügel, Königswinter-Oberpleis Zuschauer: 750 Schiedsrichter: Pit Hegebart, Leon Schönberger |
| 12. Mai 2024 13:00 Uhr | meiste Tore: Matteo Mastrocola (8) | (14:10)      | meiste Tore: Adrian Barbet (11) | Grundschule Sonnenhügel, Königswinter-Oberpleis Zuschauer: 750 Schiedsrichter: Pit Hegebart, Leon Schönberger |
| 12. Mai 2024 13:00 Uhr | Strafen: 1× 3×                     | Spielbericht | Strafen: 1×                     | Grundschule Sonnenhügel, Königswinter-Oberpleis Zuschauer: 750 Schiedsrichter: Pit Hegebart, Leon Schönberger |

Finale
| 12. Mai 2024 17:00 Uhr | Bonner JSG                                    | 24:31        | THW Kiel                           | Grundschule Sonnenhügel, Königswinter-Oberpleis Zuschauer: 800 Schiedsrichter: Dustin Seidler, Denis Seidler |
| 12. Mai 2024 17:00 Uhr | meiste Tore: Bent Bieler, Kevin Fricke (je 6) | (10:14)      | meiste Tore: Rasmus Ankermann (10) | Grundschule Sonnenhügel, Königswinter-Oberpleis Zuschauer: 800 Schiedsrichter: Dustin Seidler, Denis Seidler |
| 12. Mai 2024 17:00 Uhr | Strafen: 1× 2×                                | Spielbericht | Strafen: 1×                        | Grundschule Sonnenhügel, Königswinter-Oberpleis Zuschauer: 800 Schiedsrichter: Dustin Seidler, Denis Seidler |

Der THW Kiel war somit DHB-Pokalsieger 2024 der A-Jugend (U19)-Handballbundesliga JBLH. Alle vier teilnehmenden Teams am Final Four waren auch für die Qualifikationsrunde 1 der A-Jugend Handball-Bundesliga 2024/25 qualifiziert und erhielten somit die Chance, sich noch die Teilnahme für die 1. JBLH zu erkämpfen. Die Teilnahme an der 2. JBLH war für die vier Teams in jedem Fall gesichert.